# Bear Creek (Uncompahgre)
Pour les articles homonymes, voir Bear Creek.
La Bear Creek est un cours d'eau américain qui s'écoule dans le comté d'Ouray, au Colorado. Ce ruisseau se jette dans l'Uncompahgre, qui fait partie du système hydrologique du Colorado, en formant les chutes Bear Creek. L'essentiel de son cours, sauf en amont, est protégé au sein de la forêt nationale d'Uncompahgre.